# Береги Горішні
Береги́ Горі́шні (пол. Brzegi Górne, до 1968 Berehy Górne) — село належить до солтиства Устрики Горішні гміни Літовищі Бещадського повіту Підкарпатського воєводства Республіки Польща при воєводській дорозі № 897. Колишнє бойківське село, у рамках виселення українців з Польщі до УРСР 12 червня 1946 року все українське населення насильно переселено. Населення — 7 осіб (2011).

## Історія
Писемних згадок щодо заснування села немає через давність його існування у споконвічних українських територіях. До 1553 року дідичив Петро Кміта-Собєнські, а по його смерті — бездітна вдова Барабара Кміта з Гербуртів. По її смерті в 1580 — брат Станіслав Гербурт. До 1772 р. село знаходилося в Перемишльській землі Руського воєводства.
У 1772-1918 рр. село було у складі Австро-Угорської монархії, у провінції Королівство Галичини та Володимирії. На зламі XIX-XX ст. землями володів Антоні Погльодовскі, а в 1903 викупив у нього Теодор Альфред Серватовські. У 1897 р. збудували церкву св. Арх. Михаїла, була парафіяльною, належала до Лютовиського деканату Перемиської єпархії.
У 1919-1939 рр. входило до Ліського повіту Львівського воєводства (у 1934-1939 рр. — гміна Літовищі). На 01.01.1939 р. в селі проживало 790 мешканців, з них 750 українців, 10 поляків, 30 євреїв
В 1938 році жителі Берегів Горішніх Марич Федір, Бунга Микола, Ільчишин Микола і Курищук Микола перебралися до Ужгорода, де в головному постерунку дали свідчення про бачені ними диверсійні напади польських вояків на чехословацькі постерунки під виглядом лемків. На підставі цих свідчень Прага направила ноту протесту міністру закордонних справ Польщі Беку. Пізніше вони захищали в березні 1939 року Закарпатську Україну від нападу мадярів: Ільчишин Микола пропав безвісти, інші ж троє перейшли через Карпати додому. Тут їх чекала новина: поляки позбавили їх громадянства і заборонили проживати в прикордонних воєводствах (а отже — і вдома). Про це писала львівська газета «Нове село».
Територія Бойківщини стала ареною опору новим окупантам і жителі села Дмитро Місько, Місюра «Беркут», Куцик та інші організовували підтримку загонам УПА.
12 червня 1946 все українське населення виселено до УРСР — гнали пішки до Сянока, посадили в товарні вагони. 120 родин вивезли в села Верхня, Довгий Войнилів, Негівці, Стефанівка Калуського району Станіславської області, більшість із них у 1952 повторно переселено у знелюднені голодом 40-х років села Кіровоградського і Долинського районів Кіровоградської області — Лаврівка, Варварівка, Гурівка, Березівка, Широка Балка, Іванівка.
У 1975-1998 роках село належало до Кросненського воєводства.

## Сучасність
На згадку про українське минуле цих земель збудована брама, оздоблена тризубом.
В селі зберігся греко-католицький цвинтар, відновлений у 1989 товариством «Надсяння» та в наступні роки — товариством «Магурич».

## Населення
У 2011 році в селі було 7 жителів.
Демографічна структура на 31 березня 2011 року:
|          | Загалом | Допрацездатний вік | Працездатний вік | Постпрацездатний вік |
| -------- | ------- | ------------------ | ---------------- | -------------------- |
| Чоловіки | 5       | 1                  | 3                | 1                    |
| Жінки    | 2       | 0                  | 1                | 1                    |
| Разом    | 7       | 1                  | 4                | 2                    |